# Morena Baccarin
Morena Baccarin (Rio de Janeiro, 2 de juny de 1979) és una actriu brasilera-estatunidenca.

## Biografia
Als set anys, es va traslladar amb la seva família a Greenwich Village (Nova York) on va estudiar a una escola pública, el New York City Lab School for Collaborative Studies. Allà va compartir classes amb la seva companya de repartiment en Homeland: Claire Danes. Des de 2014 surt amb l'actor Ben McKenzie. En 2015 el representant de la parella anuncia el seu embaràs.

## Carrera
En 2001 va aconseguir el seu primer paper al cinema amb Perfum, junt a Jeff Goldblum. Aquest mateix any va protagonitzar la pel·lícula War off Broadway i després va actuar amb Natalie Portman en la versió de l'obra d'Antón Chéjov La gavina. Després va formar part de l'elenc de la sèrie Firefly, protagonitzada per Nathan Fillion, on va començar a donar-se a conèixer. Va doblar a Canari Negre en la Lliga de la Justícia Il·limitada i va fer un cameo en la sèrie The OC en 2006. Aleshores, també va actuar en l'episodi pilot de Penjats a Filadèlfia, interpretant un transsexual. L'episodi mai va ser emès en televisió, ja que va ser utilitzat per mostrar el xou als executius de la FX.
L'abril de 2006 es va anunciar que Morena seria la versió adulta de Adria, un vilà recurrent en la desena temporada de Stargate SG-1 i que fins al moment només havia aparegut en una versió infantil. Va actuar per primera vegada en el setè episodi (Counterstrike) i va mantenir el paper fins al final de la sèrie.
Va actuar amb un petit paper en la segona temporada de How I Met Your Mother (Chloe) i en Justice. En 2007 va aparèixer en un episodi de Las Vegas i el 6 d'abril de 2008 va aparèixer en un episodi de Dirt, interpretant a una actriu de Hollywood. Entre 2009-2011 va interpretar el paper d'Anna en la sèrie V durant 22 episodis i va interpretar a un personatge rellevant en l'episodi dinovè de la tercera temporada de The Mentalist. Més tard, va tornar a aparèixer en el quinzè episodi de la quarta temporada.
Entre 2011-2013 va interpretar a la dona d'un dels dos protagonistes de Homeland. Curiosament, actua al costat d'una de les seves companyes de col·legi Claire Danes, la protagonista.
En 2014 s'estrena la pel·lícula animada Son of Batman on presta la seva veu per al personatge de Talia al Ghul. També presta la seva veu per a la Intel·ligència artificial Gideon en The Flaix.
Des de gener de 2015, quan va aparèixer per primera vegada en el capítol 11, interpreta a la doctora Leslie "Lee" Thompkins a Gotham.
Al 2016 interpreta a Vanessa Carlysle (Copycat) a la pel·lícula, Deadpool.

## Filmografia

### Cinema
| Any  | Títol                      | Rol                 | Notes                      |
| ---- | -------------------------- | ------------------- | -------------------------- |
| 2001 | Perfum                     | Monica              |                            |
| 2001 | Way Off Broadway           | Rebecca             |                            |
| 2002 | Roger Dodger               | Girl in Bar         |                            |
| 2005 | Serenity                   | Inara Serra         |                            |
| 2007 | Sands of Oblivion          | Alice Carter        | Pel·lícula per a televisió |
| 2008 | Death in Love              | Beautiful Woman     |                            |
| 2008 | Stargate: The Ark of Truth | Adria               | Directe a DVD              |
| 2009 | Stolen                     | Rose Montgomery     |                            |
| 2011 | Look Again                 | Allison             | Pel·lícula per a televisió |
| 2014 | Back in the Day            | Lori                |                            |
| 2014 | Son of Batman              | Talia al Ghul (veu) | Directe a DVD              |
| 2015 | Spy                        | Karen Walker        |                            |
| 2016 | Batman: Bad Blood          | Talia al Ghul (veu) |                            |
| 2016 | Deadpool                   | Vanessa             |                            |
| 2017 | Malevolent                 | Gamemaster (veu)    |                            |
| 2018 | Deadpool 2                 | Vanessa             |                            |

### Televisió
| Any            | Títol                             | Paper                    | Notes                                                         |
| -------------- | --------------------------------- | ------------------------ | ------------------------------------------------------------- |
| 2002–2003      | Firefly                           | Inara Serra              | 14 episodis                                                   |
| 2005           | It's Always Sunny in Philadelphia | Carmen                   | Episodi: "It's Always Sunny on TV"                            |
| 2005–2006      | Justice League Unlimited          | Black Canary (veu)       | 3 episodis                                                    |
| 2006           | The O.C.                          | Maya Griffin             | 3 episodis                                                    |
| 2006           | How I Met Your Mother             | Chloe                    | Episodi: "Swarley"                                            |
| 2006           | Justice                           | Lisa Cruz                | Episodi: "Christmas Party"                                    |
| 2006–2007      | Stargate SG-1                     | Adria                    | 5 episodis                                                    |
| 2007           | Las Vegas                         | Sara Samari              | Episodi: "The Burning Bedouin"                                |
| 2007           | Heartland                         | Infermera Jessica Kivala | 9 episodis                                                    |
| 2008           | Dirt                              | Claire Leland            | Episodi: "And the Winner Is"                                  |
| 2008           | Numb3rs                           | Lynn Potter              | Episodi: "Blowback"                                           |
| 2009           | Medium                            | Brooke Hoyt              | Episodi: "All in the Family"                                  |
| 2009–2011      | V                                 | Anna                     | 22 episodis                                                   |
| 2010           | The Deep End                      | Beth Bancroft            | Episodi: "Unaired Pilot"                                      |
| 2011           | Batman: The Brave and the Bold    | Cheetah (veu)            | Episodi: "Triumvirate of Terror!"                             |
| 2011–2014      | The Mentalist                     | Erica Flynn              | 3 episodis                                                    |
| 2011–2013      | Homeland                          | Jessica Brody            | 29 episodis                                                   |
| 2012–2013      | The Good Wife                     | Isobel Swift             | 2 episodis                                                    |
| 2014           | Warriors                          | Tory                     | Episodi pilot no emès                                         |
| 2014           | The Xarxa Tent                    | Rachel                   | 2 episodis                                                    |
| 2014-2016,2018 | The Flaix                         | Gideon (veu)             | Recurrent (veu), 12 episodis                                  |
| 2015–present   | Gotham                            | Dr. Leslie Thompkins     | Recurrent (temporada 1);Paper principal (temporada 2-present) |